# Ère Kahō
L'ère Kahō (en japonais : 嘉保) est une des ères du Japon (年号, nengō, littéralement « le nom de l'année ») suivant l'Ère Kanji et précédant l'ère Eichō s'étendant du mois de décembre 1094 au mois de décembre 1096. L'empereur régnant est  Horikawa-tennō (堀河天皇).

## Changement de l'ère
- 19 janvier 1094 Kahō gannen (嘉保元年?) :  Le nom de la nouvelle ère est créé pour marquer un événement ou une série d'événements. L'ère précédente se termine là où commence la nouvelle, en Kanji 8, le 15e jour du 12e mois de 1094[2].

## Événements de l'ère Kahō
- 1095 (Kahō 2, 4e mois) : L'empereur Horikawa rend visite aux sanctuaires d'Iwashimizu Hachiman-gū et de Kamo-jinja[3].
- 1095 (Kahō 2, 8e mois) : L'empereur est pris de fièvres intermittentes et il ordonne que des prières soient offertes pour son retour en bonne santé. Après qu'il a recouvré la santé, il se montre généreux et reconnaissant vis-à-vis des prêtres bouddhistes qui ont prié pour sa  guérison[3].
- 1095 (Kahō 2, 11e mois) : Les prêtres bouddhistes du mont Hiei descendent de leur montagne pour faire part de leurs protestations contre Minamoto Yoshitsuna et d'autres officiels du gouvernement qui ont amené à une action militaire et à des pertes en vies humaines. Les prêtres portent un sanctuaire portable jusque dans la salle centrale du monastère Enryaku-ji où un sort est jeté sur le daijō-daijin Fujiwara Moromichi[4].
- 26 novembre 1096 (Kahō 3, 9e jour du 11e mois) : L'ancien empereur Shirakawa entre dans les ordres bouddhiques à l'âge de 44 ans[5].

| Kahō      | 1e   | 2e   | 3e   |
| Grégorien | 1094 | 1095 | 1096 |